# Смидовичское городское поселение
Смидовичское городско́е поселе́ние — муниципальное образование в Смидовичском районе Еврейской автономной области Российской Федерации.
Административный центр — пгт Смидович.

## История
Статус и границы городского поселения установлены Законом Еврейской автономной области от 26 ноября 2003 года № 228-ОЗ «О статусе и границе Смидовичского муниципального района»

## Население
| 2010  | 2011  | 2012  | 2013  | 2014  | 2015  | 2016  |
| ----- | ----- | ----- | ----- | ----- | ----- | ----- |
| 7535  | ↘7482 | ↘7259 | ↘7090 | ↘6934 | ↘6812 | ↘6650 |
| 2017  | 2018  | 2019  | 2020  | 2021  | 2023  |       |
| ↘6542 | ↘6446 | ↘6308 | ↗6398 | ↘6065 | ↘5994 |       |

## Состав городского поселения
| № | Населённый пункт | Тип населённого пункта      | Население |
| - | ---------------- | --------------------------- | --------- |
| 1 | Аур              | село                        | ↗741      |
| 2 | Белгородское     | село                        | ↘535      |
| 3 | Икура            | железнодорожная станция     | ↗20       |
| 4 | Оль              | железнодорожная станция     | ↘23       |
| 5 | Песчаное         | село                        | ↗1088     |
| 6 | Смидович         | пгт, административный центр | ↘4262     |
| 7 | Урми             | железнодорожная станция     | →0        |
| 8 | Усов Балаган     | разъезд                     | ↘8        |